# تون (تنسی)
تون(به انگلیسی: Toone) شهری در ایالت تنسی کشور ایالات متحده آمریکا است که جمعیت آن در سرشماری سال ۲۰۱۰ میلادی، ۳۶۴ نفر بوده‌است.